# Équipe de France de beach soccer
Pour les articles homonymes, voir Équipe de France.
L'équipe de France de beach soccer, créée en 1997, est l'équipe nationale qui représente la France dans les compétitions internationales masculines de beach soccer, sous l'égide de la Fédération française de football (FFF). Elle consiste en une sélection des meilleurs joueurs français. Les joueurs sont traditionnellement appelés Les Tricolores ou encore Les Bleus. De nos jours c'est cette dernière appellation qui est la plus usitée.
Jusque dans les années 2000, le palmarès de l'équipe de France reste vierge, avec comme meilleure performance trois finales perdues en Championnat du monde 1998 et 2001 ainsi qu'en Championnat d'Europe 1999. Elle remporte l'Euro Beach Soccer League en 2004 après une quatrième finale concédée, puis la première édition de la Coupe du monde FIFA en 2005. La France reste au haut niveau dans la suite de la décennie, avec trois finales de Championnat et de Coupe d'Europe en 2006 et 2007. Ne parvenant plus à se qualifier pour la Coupe du monde, les Bleus chutent depuis au classement BSWW où ils végètent au-dessus de la 30e place, connaissant même deux relégations en seconde division de l'EBSL.
Depuis 1997, l'équipe de France est marquée par plusieurs générations de joueurs talentueux. Au début, ce sont essentiellement d'anciens footballeurs professionnels sur herbe, emmenés par Éric Cantona, tel que Pascal Olmeta, Jean-Marie Aubry dans les buts, Marc Libbra, Sébastien Perez ou encore Frédéric Mendy qui forment la sélection. Stéphane François, Didier Samoun et Jérémy Basquaise deviennent aussi des cadres tricolores. Dans les années 2010, d'autres ex-professionnels arrivent tels que Sébastien Hamel, Jean-Christophe Devaux et Mickaël Pagis. Des experts de beach soccer s'imposent progressivement : Julien Soares, Anthony Fayos et Anthony Barbotti.
Le coq gaulois est le symbole de l'équipe et ses couleurs sont celles du drapeau national, à savoir le bleu, le blanc et le rouge.

## Histoire

### Débuts réussis et premières finales perdues (1997-2002)
L’équipe de France de beach soccer est créée en 1997 et participe à sa première compétition internationale dès janvier, à l'occasion du Championnat du monde à Rio de Janeiro. Le premier match de son histoire est perdue contre l'Italie (1-4) mais la France remporte le second contre l'Uruguay (5-4). Un deuxième revers contre l'Argentine fait terminer les Tricolores derniers de leur groupe, à la différence de but. Dans la sélection, Joël Cantona est notamment présent. À l'été, les Bleus jouent le BSWW Mundialito 1997, dont ils ne passent pas non plus le premier tour avec encore deux défaites et une victoire, et la Coupe intercontinentale, terminée en petite finale. En décembre, après la fin de sa carrière de footballeur professionnel, Éric Cantona rejoint son frère et se consacre au beach soccer.
L'année suivante, la France hausse son niveau de jeu et perd en finale contre le Brésil.
Le Championnat du monde 1999 ressemble davantage à la première participation des Bleus avec deux défaites en autant de confrontations, notamment un lourd 15-5 contre le Brésil lors du premier match.
De même en 2000, les Bleus sont troisième de leur groupe et éliminés.
Les Tricolores sont à nouveau finalistes en 2001. Pascal Olmeta est élu meilleur gardien de la compétition. Les Bleus sont demi-finaliste de l'Euro BS League et perdent contre l'Italie dans le match pour la troisième place.
Récurrent dans leur alternance de résultat mondial, la France ne passe pas les poules lors de la Coupe du monde 2002. En Championnat d'Europe, l'Espagne élimine les Bleus, éliminés pour la troisième fois consécutives en demi-finale, aux tirs-au-but (6-6 tab 1-2).
L'année suivante, les Français sont éliminés en demi-finale par l'Espagne et perd contre le Portugal lors du match pour la 3e place. Les Espagnols privent aussi les Bleus du titre européen avec un but en or en finale (8-7 ap).

### Finales systématiques et premiers titres (2003-2007)
Les Portugais battent la France en quarts-de-finale du Mondial 2004. Lors de l'Euro Beach Soccer League 2004, la France s'offre son 1er titre en beach soccer. Celui-ci le qualifie pour la première Coupe du monde FIFA l'année suivante.
Lors de cette Coupe du monde 2005, la France se retrouve dans le groupe D avec l'Argentine (8-2) et l'Australie (5-1) et se qualifie pour les quarts de finale. Les Bleus y dominent l'Espagne (7-4) puis passent l'obstacle japonais en demi-finale (4-1). Ils affrontent en finale le Portugal pour un match serré. Le score, après le temps réglementaire, est de 3 à 3. Au terme de la séance de tirs au but, la France remporte son premier titre de champion du monde.
En 2006, la sélection passe sous le giron de la Fédération française de football, devant être proposée par une fédération pour participer à la seconde Coupe du monde FIFA. Henri Émile intègre l'encadrement de la sélection. La saison 2006 voit la révélation de Jérémy Basquaise. En mai, les Bleus sont finalistes de la Coupe d'Europe. Ils n'obtiennent en parallèle la qualification pour la phase finale du Championnat d'Europe à Marseille, que lors de la quatrième et dernière étape. En super-finale, les Bleus finissent sixième et dernier, pire résultat depuis la première édition en 1998 et ratent la qualification pour la Coupe du monde par ce biais. Les Tricolores doivent passer par le tournoi qualificatif pour obtenir le dernier ticket, compétition qu'ils remportent. En novembre, pour la Coupe du monde 2006, les Bleus sortent facilement de la phase de poule, opposés à l'Espagne (7-4), au Canada (8-1) et à l'Iran (6-3). Contre le Japon en quart de finale, la France se fait peur (3-2, menant 3-0). Les Bleus perdent ensuite contre l'Uruguay en demi-finale (2-2 t. a. b. 0-1). La France termine troisième de la compétition en battant le Portugal (6-4) dans la petite finale. Le jeune Jérémy Basquaise termine meilleur buteur français de la compétition.
Lors du Mondial 2007, l'équipe de France peine en groupe : Émirats arabes unis (6-5), Nigeria (2-2 t. a. b. 2-3) et Argentine (2-2 t. a. b. 2-1). Le quart-de-finale est plus facilement gagné contre le Sénégal (6-2). Avant la défaite en demi-finale contre le futur vainqueur brésilien (2-6). Dans le match pour la troisième place, l'Uruguay l'emporte aux tirs au but (2-2 t. a. b. 0-1).

### Relégations en Division B (2008-2013)
Lors de la Coupe du monde 2008 que la France accueille à Marseille, les Bleus sont dépassés par le Sénégal lors de l'entrée en lice (5-5 t. a. b. 1-2). Le second match est remarquable : les Tricolores mènent 5-1 à la moitié du match, mais l'Iran égalise avant la fin du temps réglementaire (5-5) puis de prendre l'avantage en prolongation et que Jérémy Basquaise égalise, signant un quadruplé. La France l'emporte finalement aux tirs au but (6-6 t. a. b. 2-1). Les doublés de Didier Samoun et Basquaise contre l'Uruguay lors du dernier match de poule permet aux Bleus de se qualifier (4-3). En quart contre l'Italie, les Tricolores s'inclinent (2-5), trop dépendant des performances de Didier Samoun et Basquaise.
Les Bleus ne se qualifient ensuite pas pour la Coupe du monde 2009.
En 2010, des joueurs de Championnat de France de football tels que Sébastien Hamel, Jean-Christophe Devaux et Mickaël Pagis intègrent l'équipe. Encore une fois, les Bleus échouent dans l'obtention d'un billet pour la Coupe du monde 2011. Ils participent ensuite comme chaque année à l'Euro Beach Soccer League et les Français sont relégués en seconde division. Éric Cantona quitte son poste à la suite de ce résultat et est remplacé par Stéphane François.
Descendu en Division B, les Bleus réussissent à remonter dans l'élite européen dès 2011 en venant à bout de la Turquie en finale de promotion pour une revanche de l'année précédente.
L'année suivante, les Tricolores terminent leur saison d'Euro Beach Soccer League 2012 avec aucun point et six défaites. Pour sauver leur place en Division A, ils sont obligés de gagner la finale de promotion. Mais l'équipe échoue et redescend un an après son retour parmi l'élite,.
Grâce à l'ouverture de la compétition à davantage d'équipe, l'équipe est repêchée en première division pour l'année 2013. Pour renforcer l'attractivité et la compétition, la FIFA décide de passer le groupe A à douze nations. La France, la Biélorussie et l'Allemagne sont donc repêchées et participent à l'Euro Beach Soccer League 2013. Aussi, la France manque de peu[Comment ?] sa place pour la Coupe du monde 2013.
Après six défaites lors des deux étapes de l'Euro Beach Soccer League 2013, les Bleus participent de nouveau à la Super-finale de promotion. Derniers de Division A, les Tricolores sont opposés aux meilleures équipes de Division B et doivent remporter tous leurs matchs pour rester parmi l'élite la saison suivante. La sélection y parvient avec une victoire 2-1 en finale contre la Grèce, grâce à un doublé de Didier Samoun.

### Stagnation (2014-2019)
En 2014, les Bleus ne se qualifient ni pour la phase finale de l'Euro Beach Soccer League 2014, en terminant neuvième (à un seul point de la qualification), ni pour la Coupe du monde 2015.
Mi-avril 2015, la FFF décide « de mettre fin à l’Équipe de France de Beach Soccer ». Après avoir rencontré Noël Le Graët, président de la FFF, avec Stéphane François, Alain Porcu, président de la Ligue de la Méditerranée et chef de délégation de la sélection, obtient que l'équipe nationale continue au moins d'exister jusqu'à la fin de son mandat à la tête de la Ligue régionale, en 2016. L'année 2015 est une saison de transition sans qualification pour la Coupe du monde. Le sélectionneur intègre et teste de nouveaux joueurs dont Anthony Cianni. L'objectif est de se maintenir en Division A de l'Euro BS League. La France parvient même à se qualifier pour la super-finale, pour la première fois depuis 2008, dont elle termine cinquième sur huit nations. Les Bleus participent ensuite aux premiers Jeux méditerranéens de plage et finissent à nouveau cinquième des huit pays participant.
Lors de l'Euro Beach Soccer League 2016, les Bleus s'inclinent pour leur cinq premières rencontres et doivent leur maintien en Division A à une courte victoire contre la Roumanie et un quadruplé d'Anthony Barbotti. Au début du mois de septembre 2016, les protégés de Stéphane François disputent les qualifications pour la Coupe du monde 2017. Après la première place dans la première phase de poule, la seconde phase met un terme aux ambitions françaises de qualification, terminée à la septième place. Cela scelle l'absence de la France à la Coupe du monde FIFA pour la cinquième édition consécutive.
La saison 2017 débute par l'Euro Beach Soccer League 2017 et, pour la première étape, les Français battent la Russie et l'Allemagne et ne cèdent que contre l'Espagne d'un seul but. La seconde étape est fatale aux Bleus en raison de trois défaites. La France termine à nouveau neuvième, aux portes de la Superfinale, assurant tout de même le maintien en Division A. À la fin du mois de juillet, les Bleus sont invités au Mundialito, où ils rencontrent le pays hôte portugais, le Brésil et la Russie. Ces trois matchs de prestige, malgré les trois défaites, constituent les dernières sélections du capitaine de la sélection et ancien footballeur professionnel Yannick Fischer.
À l'Euro Beach Soccer League 2018, les Bleus débutent par trois revers. Pour la seconde étape, les Tricolores battent l'Allemagne (4-1) et frôlent la qualification en Super-finale lors du dernier match contre l'Espagne, perdu 3-2 après avoir mené 0-2. La France finit donc encore à la neuvième position.
La saison 2019 débute en mai avec les qualifications pour la première édition des Jeux mondiaux de plage. En quarts-de-finale, les Français sont défaits 10-2 par l'Italie puis terminent à la huitième place après deux nouvelles défaites. Les Bleus disputent ensuite les qualifications pour la Coupe du monde 2019. Deuxième de la première phase de poule, ne cédant que contre le Portugal, les Français sont éliminés en quart de finale par la Biélorussie (4-1), manquant la Coupe du Monde pour la sixième édition consécutive. À l'issue, Stéphane François, sélectionneur depuis 2011, quitte son poste. Gérard Sergent, son adjoint, assure l'intérim jusqu'à la fin d'année. Au milieu du mois d'août, les Français disputent l'EBSL et sont défaits de nouveau par la Biélorussie (4-1) puis l'Italie (6-3). Lors de la dernière rencontre, décisive autant pour la qualification en super-finale q3 pour le maintien en Division A, les Bleus perdent aux tirs au but contre l'Allemagne (7-7 tab 4-5). Les Bleus terminent à la onzième place, laissant seulement la place de barragiste à l'Azerbaïdjan au bénéfice d'une meilleure différence de buts. Pour conclure la saison, les Bleus jouent la deuxième édition des Jeux méditerranéens de plage. En phase de poule, la sélection tricolore bat le record de la plus large victoire de son histoire en battant l'Albanie (19-1). Encore défaits par l'Italie, les Bleus se qualifient pour le match de la médaille de bronze, qu'ils obtiennent en dominant le Maroc (5-1).

## Résultats de l'équipe de France

### Palmarès
| Compétitions mondiales | Compétitions continentales |
| --- | --- |
| - Coupe du monde (1) - Vainqueur : 2005 - Finaliste : 1998 et 2001 - 3e : 2006 - BSWW Mundialito - 3e : 2000 et 2005 - Coupe latine - 4e : 1998 | - Championnat d'Europe (1) - Vainqueur : 2004 - Finaliste : 1999, 2003 et 2007 - 3e : 2000 et 2005 - Coupe d'Europe - Finaliste : 2003, 2006 et 2007 - 3e : 1999 et 2002 - Jeux méditerranéens - 3e : 2019 |

| Bilan sportif par année de l'équipe de France de beach soccer | Bilan sportif par année de l'équipe de France de beach soccer | Bilan sportif par année de l'équipe de France de beach soccer | Bilan sportif par année de l'équipe de France de beach soccer | Bilan sportif par année de l'équipe de France de beach soccer | Bilan sportif par année de l'équipe de France de beach soccer | Bilan sportif par année de l'équipe de France de beach soccer | Bilan sportif par année de l'équipe de France de beach soccer | Bilan sportif par année de l'équipe de France de beach soccer | Bilan sportif par année de l'équipe de France de beach soccer |
| Année                                                         | Victoire                                                      | Podium                                                        | Coupe du monde                                                | Championnat d'Europe                                          | Coupe d'Europe                                                | BSWW Mundialito                                               | Coupe latine                                                  | Jeux méditerranéens                                           | Sélectionneur                                                 |
| ------------------------------------------------------------- | ------------------------------------------------------------- | ------------------------------------------------------------- | ------------------------------------------------------------- | ------------------------------------------------------------- | ------------------------------------------------------------- | ------------------------------------------------------------- | ------------------------------------------------------------- | ------------------------------------------------------------- | ------------------------------------------------------------- |
| 1997                                                          | -                                                             | -                                                             | 1er tour                                                      | -                                                             | -                                                             | 1er tour                                                      | -                                                             | Compétition non-existante                                     | NC                                                            |
| 1998                                                          | -                                                             | 1                                                             | Finaliste                                                     | 6e                                                            | 1er tour                                                      | NI                                                            | 4e                                                            | Compétition non-existante                                     | NC                                                            |
| 1999                                                          | -                                                             | 2                                                             | 1er tour                                                      | Finaliste                                                     | Troisième                                                     | 4e                                                            | NI                                                            | Compétition non-existante                                     | NC                                                            |
| 2000                                                          | -                                                             | 2                                                             | 1er tour                                                      | Troisième                                                     | -                                                             | Troisième                                                     | NI                                                            | Compétition non-existante                                     | NC                                                            |
| 2001                                                          | -                                                             | 1                                                             | Finaliste                                                     | 4e                                                            | Quart de finale (5e)                                          | 4e                                                            | NI                                                            | Compétition non-existante                                     | NC                                                            |
| 2002                                                          | -                                                             | 2                                                             | 1er tour                                                      | Troisième                                                     | Troisième                                                     | NI                                                            | NI                                                            | Compétition non-existante                                     | NC                                                            |
| 2003                                                          | -                                                             | 2                                                             | 4e                                                            | Finaliste                                                     | Finaliste                                                     | 1er tour                                                      | NI                                                            | Compétition non-existante                                     | NC                                                            |
| 2004                                                          | 1                                                             | 1                                                             | Quart de finale                                               | Vainqueur                                                     | 4e                                                            | 1er tour                                                      | NI                                                            | Compétition non-existante                                     | Éric Cantona                                                  |
| 2005                                                          | 1                                                             | 3                                                             | Vainqueur                                                     | Troisième                                                     | Quart de finale (7e)                                          | Troisième                                                     | NI                                                            | Compétition non-existante                                     | Éric Cantona                                                  |
| 2006                                                          | -                                                             | 2                                                             | Troisième                                                     | 6e                                                            | Finaliste                                                     | 6e                                                            | NI                                                            | Compétition non-existante                                     | Éric Cantona                                                  |
| 2007                                                          | -                                                             | 2                                                             | 4e                                                            | Finaliste                                                     | Finaliste                                                     | -                                                             | -                                                             | Compétition non-existante                                     | Éric Cantona                                                  |
| 2008                                                          | -                                                             | -                                                             | Quart de finale                                               | 7e                                                            | NQ                                                            | 4e                                                            | -                                                             | Compétition non-existante                                     | Éric Cantona                                                  |
| 2009                                                          | -                                                             | -                                                             | NQ                                                            | 7e                                                            | Quart de finale (6e)                                          | NI                                                            | NI                                                            | Compétition non-existante                                     | Éric Cantona                                                  |
| 2010                                                          | -                                                             | -                                                             | -                                                             | Relégué                                                       | Quart de finale (7e)                                          | NI                                                            | NI                                                            | Compétition non-existante                                     | Éric Cantona                                                  |
| 2011                                                          | -                                                             | -                                                             | NQ                                                            | Promu                                                         | -                                                             | 4e                                                            | NI                                                            | Compétition non-existante                                     | Stéphane François                                             |
| 2012                                                          | -                                                             | -                                                             | -                                                             | Repêché                                                       | Quart de finale (7e)                                          | NI                                                            | Compétition supprimée                                         | Compétition non-existante                                     | Stéphane François                                             |
| 2013                                                          | -                                                             | -                                                             | NQ                                                            | Maintenu                                                      | -                                                             | NI                                                            | Compétition supprimée                                         | Compétition non-existante                                     | Stéphane François                                             |
| 2014                                                          | -                                                             | -                                                             | -                                                             | 9e                                                            | NQ                                                            | NI                                                            | Compétition supprimée                                         | Compétition non-existante                                     | Stéphane François                                             |
| 2015                                                          | -                                                             | -                                                             | NQ                                                            | 7e                                                            | -                                                             | -                                                             | Compétition supprimée                                         | 5e                                                            | Stéphane François                                             |
| 2016                                                          | -                                                             | -                                                             | -                                                             | 10e                                                           | NC                                                            | NI                                                            | Compétition supprimée                                         | -                                                             | Stéphane François                                             |
| 2017                                                          | -                                                             | -                                                             | NQ                                                            | 9e                                                            | Compétition supprimée                                         | 4e                                                            | Compétition supprimée                                         | -                                                             | Stéphane François                                             |
| 2018                                                          | -                                                             | -                                                             | -                                                             | 9e                                                            | Compétition supprimée                                         | NI                                                            | Compétition supprimée                                         | -                                                             | Stéphane François                                             |
| 2019                                                          | -                                                             | 1                                                             | NQ                                                            | 11e                                                           | Compétition supprimée                                         | NI                                                            | Compétition supprimée                                         | Troisième                                                     | François puis Sergent                                         |
| Participations                                                | -                                                             | -                                                             | 12 sur 18                                                     | 21 Div.A sur 22                                               | 12 sur 15                                                     | 11 sur 21                                                     | 1 sur 12                                                      | 2 sur 2                                                       | -                                                             |
| Podium                                                        | -                                                             | 19                                                            | 4                                                             | 7                                                             | 5                                                             | 2                                                             | -                                                             | 1                                                             | -                                                             |
| Victoire                                                      | 2                                                             | -                                                             | 1                                                             | 1                                                             | -                                                             | -                                                             | -                                                             | -                                                             | -                                                             |

### Parcours dans les compétitions internationales

#### Coupe du monde
| Année | Position     |      | Année            | Position |               | Année | Position |
| 1995  | -            | 2002 | Premier tour     | 2009     | Non qualifiée |       |          |
| 1996  | -            | 2003 | Demi-finale (4e) | 2011     | Non qualifiée |       |          |
| 1997  | Premier tour | 2004 | Quart de finale  | 2013     | Non qualifiée |       |          |
| 1998  | Finaliste    | 2005 | Vainqueur        | 2015     | Non qualifiée |       |          |
| 1999  | Premier tour | 2006 | Demi-finale (3e) | 2017     | Non qualifiée |       |          |
| 2000  | Premier tour | 2007 | Demi-finale (4e) | 2019     | Non qualifiée |       |          |
| 2001  | Finaliste    | 2008 | Quart de finale  | 2021     |               |       |          |

#### Championnat d'Europe
| Année    | 1998 | 1999   | 2000 | 2001 | 2002 | 2003   | 2004     | 2005 | 2006 | 2007   | 2008 | 2009 |
| Résultat | 6e   | Finale | 3e   | 4e   | 3e   | Finale | Victoire | 3e   | 6e   | Finale | 7e   | 7e   |

| Année    | 2010    | 2011  | 2012    | 2013     | 2014 | 2015 | 2016 | 2017 | 2018 | 2019 | 2020 |
| Résultat | Relégué | Promu | Repêché | Maintenu | 9e   | 7e   | 10e  | 9e   | 9e   | 11e  | 4e   |

#### BSWW Mundialito
| Année    | 1994 | 1997   | 1998 | 1999 | 2000 | 2001 | 2002 | 2003   | 2004   | 2005 | 2006 | 2007 | 2008 | 2009 |
| Résultat | NI   | 1er tr | NI   | 4e   | 3e   | 4e   | NI   | 1er tr | 1er tr | 3e   | 6e   | -    | 4e   | NI   |

| Année    | 2010 | 2011 | 2012       | 2013       | 2014       | 2015 | 2016 | 2017 | 2018       | 2019       |
| Résultat | NI   | 4e   | Non invité | Non invité | Non invité | -    | NI   | 4e   | Non invité | Non invité |

#### Coupe d'Europe
| Année | Position             |      | Année                | Position |                      | Année | Position |
| 1998  | Premier tour         | 2004 | Demi-finale (4e)     | 2009     | Quart de finale (6e) |       |          |
| 1999  | Demi-finale (3e)     | 2005 | Quart de finale (7e) | 2010     | Quart de finale (7e) |       |          |
| 2001  | Quart de finale (5e) | 2006 | Finaliste            | 2012     | Quart de finale (7e) |       |          |
| 2002  | Demi-finale (3e)     | 2007 | Finaliste            | 2014     | Non qualifiée        |       |          |
| 2003  | Finaliste            | 2008 | Non qualifiée        | 2016     |                      |       |          |

### Évolution au classement BSWW
| Années        | 2006 | 2007 | 2008 | 2009 | 2010 | 2011 | 2012 | 2013 | 2014 | 2015 | 2016 | 2017 | 2018 | 2019 | 2020 | 2021 |
| Rang mondial  |      | >3   | >3   | >3   | 7e   |      |      | 7e   | 24e  | 27e  | 21e  | 30e  | 30e  | 27e  | 24e  | 24e  |
| Rang européen |      |      | 4e   |      | 6e   |      |      |      | 12e  | 9e   | 9e   | 11e  | 10e  | 8e   | 8e   |      |

| Légende du classement mondial : | de 1 à 10 | de 11 à 50 | de 51 à 120 |

| Légende du classement européen : | de 1 à 7 | de 8 à 30 | de 31 à 40 |

## Infrastructures

### Terrains utilisés
En 2015, le nouveau sélectionneur Stéphane François amène les Bleus dans les installations de Balaruc-les-Bains, découvertes l'année précédente. Elles sont alors ce qui se fait de mieux dans la région. François déclare « Deux terrains de cette qualité dans un cadre aussi magnifique, je n'ai pas le souvenir d'avoir vu ça ailleurs ». Le site est retenu comme site d’entraînement du Centre élite national ouvert en 2022.

### Centre élite
En février 2022, la Fédération française de football inaugure son premier Centre Élite de Beach Soccer (CEBS) sur le terrain de la Rauze à Montpellier, en collaboration avec la Ligue de football d’Occitanie. Le sélectionneur national Claude Barrabé devient directeur de cette structure. Ce dernier, également responsable du centre de développement à la FFF, est porteur de ce projet avec l’objectif de développer et de structurer la discipline.
Seize premiers joueurs sont retenus lors d'un test d'entrée en novembre 2021, principalement de la Région Occitanie, parmi eux les internationaux. Claude Barrabé confie lors de l'inauguration : « Ce centre élite est destiné à donner un nouveau souffle à l'équipe de France. Pour être champion, pour progresser, il faut travailler. Avec l'aval du DTN, Hubert Fournier, j'ai proposé cette création de centre élite au sein d'une Ligue Occitanie où le beach soccer est dynamique avec les clubs de la Grande-Motte, Palavas, Montpellier... On va travailler deux fois par semaine, de janvier à juin, avec seize joueurs qui font partie de l'équipe de France, des nouveaux ».
Un Centre d’Entrainement Régional Universitaire (CERU) l’université de Montpellier voit aussi le jour en parallèle. Barrabé précise toujours lors de l'inauguration : « Avec mon adjoint Jean-Marie Aubry, on met en place avec le STAPS de Montpellier une sensibilisation au Beach Soccer une fois par semaine. La Beach Soccer Worldwide (...) souhaite que ses membres créent des sélections de jeunes. Nous n'en sommes pas encore là, mais cette collaboration est une première pierre posée dans ce sens ».

## Personnalités

### Sélectionneurs
| Période     | Nom               |
| ----------- | ----------------- |
| 1997 - 2004 | non connu         |
| 2004 - 2010 | Éric Cantona      |
| 2011 - 2019 | Stéphane François |
| 2019        | Gérard Sergent    |
| depuis 2020 | Claude Barrabé    |

Éric Cantona arrête sa carrière de footballeur professionnel en mai 1997. Avant la fin d'année, il joue son premier match de beach soccer. Le King ne devient entraîneur-sélectionneur que sept ans plus tard, en 2004. Durant ses deux premières années, l'équipe de France remporte ses deux seuls titres : européen en 2004 puis la Coupe du monde 2005. En 2006, Henri Émile prend la responsabilité du football-diversifié à la FFF et intègre la sélection comme intermédiaire entre la fédération et Cantona. Il garde ce rôle jusqu'en 2008, puis devient instructeur pour la FIFA. Entre 2006 et 2009, la France atteint trois finales européennes (deux coupes puis un championnat) et deux fois les demi-finales de Coupe du monde. En 2010, Cantona dirige les Bleus de plage pour la deux-centième fois. À la fin de cette saison, les Tricolores étant relégué en Division B de l'Euro Beach Soccer League, Cantona quitte son poste.
Capitaine de l'équipe, Stéphane François est désigné sélectionneur à partir de mai 2011. En accord avec les joueurs cadres du moment, il continue aussi d'évoluer sur les terrains. Durant sa première année à leur tête, les Bleus remontent en Division A puis se sauvent en finale de promotion en 2012, avant d'être repêché en 2013. Jamais avec François à sa tête, la France ne se qualifie pour une Coupe du monde. Mais elle atteint la super-finale de l'Euro BS League 2015, pour la première fois depuis 2008 et les qualifications automatiques. Continuant à passer des diplômes et se rapprocher du football à onze, il quitte son poste à l'été 2019 pour intégrer le centre de formation de l'Olympique de Marseille.
Son adjoint depuis 2015, Gérard Sergent, auparavant sélectionneur d'équipes de France de jeunes, assure l'intérim jusqu'à la fin de saison 2019. À la tête des Bleus, il obtient la médaille de bronze aux Jeux méditerranéens de plage.
Claude Barrabé est désigné pour devenir sélectionneur en 2020.
| Évolution du staff technique depuis 2004 | Évolution du staff technique depuis 2004 | Évolution du staff technique depuis 2004 | Évolution du staff technique depuis 2004 | Évolution du staff technique depuis 2004 | Évolution du staff technique depuis 2004 | Évolution du staff technique depuis 2004 | Évolution du staff technique depuis 2004 | Évolution du staff technique depuis 2004 |
| Période                                  | Chef de délégation                       | Manager                                  | Sélectionneur                            | Adjoint(s)                               | Entr. des gardiens                       | Prépa. phys.                             | Médecin(s)                               | Kiné                                     |
| ---------------------------------------- | ---------------------------------------- | ---------------------------------------- | ---------------------------------------- | ---------------------------------------- | ---------------------------------------- | ---------------------------------------- | ---------------------------------------- | ---------------------------------------- |
| 2004-2006                                |                                          | Joël Cantona                             | Éric Cantona                             |                                          |                                          |                                          |                                          |                                          |
| 2006-2008                                |                                          | Joël Cantona                             | Éric Cantona                             | Henri Émile                              |                                          |                                          |                                          |                                          |
| 2008-2009                                |                                          | Joël Cantona                             | Éric Cantona                             |                                          |                                          |                                          |                                          |                                          |
| 2010                                     | Alain Porcu                              | Joël Cantona                             | Éric Cantona                             | Favaudon & Castro                        |                                          |                                          |                                          | Éric Parola                              |
| 2011                                     | Alain Porcu                              | Joël Cantona                             | J. Cantona & François                    | Favaudon & Ottavy                        |                                          |                                          |                                          | Corentin Ventre                          |
| 2012                                     | Alain Porcu                              | Joël Cantona                             | Stéphane François                        | Pilard & Sorin                           |                                          |                                          |                                          | Corentin Ventre                          |
| 2013                                     | Alain Porcu                              | Joël Cantona                             | Stéphane François                        | Pilard & Sorin                           | Claude Barrabé                           |                                          |                                          | Corentin Ventre                          |
| 2014                                     | Alain Porcu                              | Joël Cantona                             | Stéphane François                        | Grégoire Sorin                           |                                          | Philippe Lambert                         | Collado & Marblé                         | Éric Parola                              |
| 2015-2016                                | Alain Porcu                              | Joël Cantona                             | Stéphane François                        | Gérard Sergent                           | Gérard Sergent                           | Arnaud Proust                            | Benjamin Dessart                         | Stéphane Laroche                         |
| 2017                                     | Jean-Claude Printant                     | Joël Cantona                             | Stéphane François                        | Arnaud Proust                            | Gérard Sergent                           | -                                        | Benjamin Dessart                         | Stéphane Laroche                         |
| 2018-2019                                | Jean-Claude Printant                     | ?                                        | Stéphane François                        | Arnaud Proust                            | Gérard Sergent                           | -                                        | Bernard de Fontenelle                    | Stéphane Laroche                         |
| août-déc. 2019                           | Jean-Claude Printant                     | ?                                        | Gérard Sergent                           | Arnaud Proust                            | -                                        | -                                        | Bernard de Fontenelle                    | Stéphane Laroche                         |
| 2020-2021                                | Philippe Lafrique                        | ?                                        | Claude Barrabé                           | Julien Fradet                            | Jean-Marie Aubry                         | -                                        | Julien Even                              | Stéphane Laroche                         |
| depuis 2022                              | Patrick Fautrad                          |                                          | Claude Barrabé                           | Julien Fradet                            | Jean-Marie Aubry                         | -                                        | Julien Even                              | Stéphane Laroche                         |

### Joueurs emblématiques
| #                                | Nom               | Début | Fin  | Période |
| -------------------------------- | ----------------- | ----- | ---- | ------- |
| 1                                | Didier Samoun     | 2002  | 2016 | 15 ans  |
| 2                                | Stéphane François | 2005  | 2018 | 14 ans  |
| 3                                | Jérémy Basquaise  | 2006  | ...  | 14 ans  |
| 4                                | Thierry Ottavy    | 2001  | 2011 | 11 ans  |
| 5                                | Julien Soares     | 2010  | ...  | 10 ans  |
| 6                                | Anthony Fayos     | 2010  | ...  | 10 ans  |
| 7                                | Éric Cantona      | 1997  | 2005 | 9 ans   |
| 8                                | Anthony Mendy     | 2004  | 2012 | 9 ans   |
| 9                                | Anthony Barbotti  | 2011  | ...  | 9 ans   |
| Mise à jour : fin de saison 2019 |                   |       |      |         |

| Période   | Joueur            |
| --------- | ----------------- |
|           | Jean-Marc Édouard |
| 2006-2011 | Jérémy Basquaise  |
| 0000-2010 | Stéphane François |
| 2011-2014 | Mickaël Pagis     |
| 2014-2017 | Yannick Fischer   |
| 2017-     | Anthony Barbotti  |

#### Les premiers joueurs
Les premiers joueurs de l'équipe de France de beach soccer sont d'anciens footballeurs professionnels amis d'Éric Cantona. Ainsi on voit Pascal Olmeta dans les buts français lors du championnat du monde 2001 puis Vincent Guérin, Bruno Germain, Laurent Fournier Jean-Marie Aubry ou encore Claude Barrabé.
Cantona se souvient en 2005 : « il nous arrivait même de disputer des compétitions juste pour le plaisir d'être ensemble. (...) Nous avions besoin de noms pour attirer le public dans les compétitions ».
Au début des années 2000, le sélectionneur fait le constat que « nous ne pouvions ignorer que nous disposions de joueurs de 25 ans en pleine forme, qui pratiquent régulièrement, et qui ont envie de progresser… Même si mes amis avaient un nom, il fallait laisser la place. Pour que la discipline avance ».

#### Vainqueurs de la Coupe du monde 2005
En vue de la Coupe du monde FIFA 2005, Éric Cantona et la FFF mettent en place des détections. Il rappelle en 2005 : « Nous prospectons, principalement dans le sud de la France. Nous avons construit un centre d'entraînement dans la région de Marseille. Il y a un gros vivier de footballeur à Marseille, de nombreux clubs de quartier. La plupart jouent à onze et se libèrent pour le beach, grâce à des accords avec leur club. En moyenne et par semaine, ils s'entraînent quatre fois avec leur club, et deux fois en beach soccer. Ce sont des athlètes de haut niveau. Souvent même, ils sont d'anciens pensionnaires de centres de formation et regrettent un peu leurs erreurs passées ».
Par la suite, commencent à se développer les structures pour pratiquer le beach soccer et des joueurs plus jeunes, généralement footballeurs amateurs d'un bon niveau (CFA, CFA 2), pratiquant sur le sable lorsqu'ils ne sont pas sur herbe, sont appelés à défendre le maillot bleu. Les saisons passent et l'on voit éclore une génération n'ayant jamais connu le haut niveau en football à 11.
Dans le groupe champion du monde en 2005, on découvre notamment Anthony Mendy, Sébastien Sansoni, Stéphane François et Didier Samoun aux côtés du King toujours entraîneur-joueur.

#### Apport d'anciens professionnels

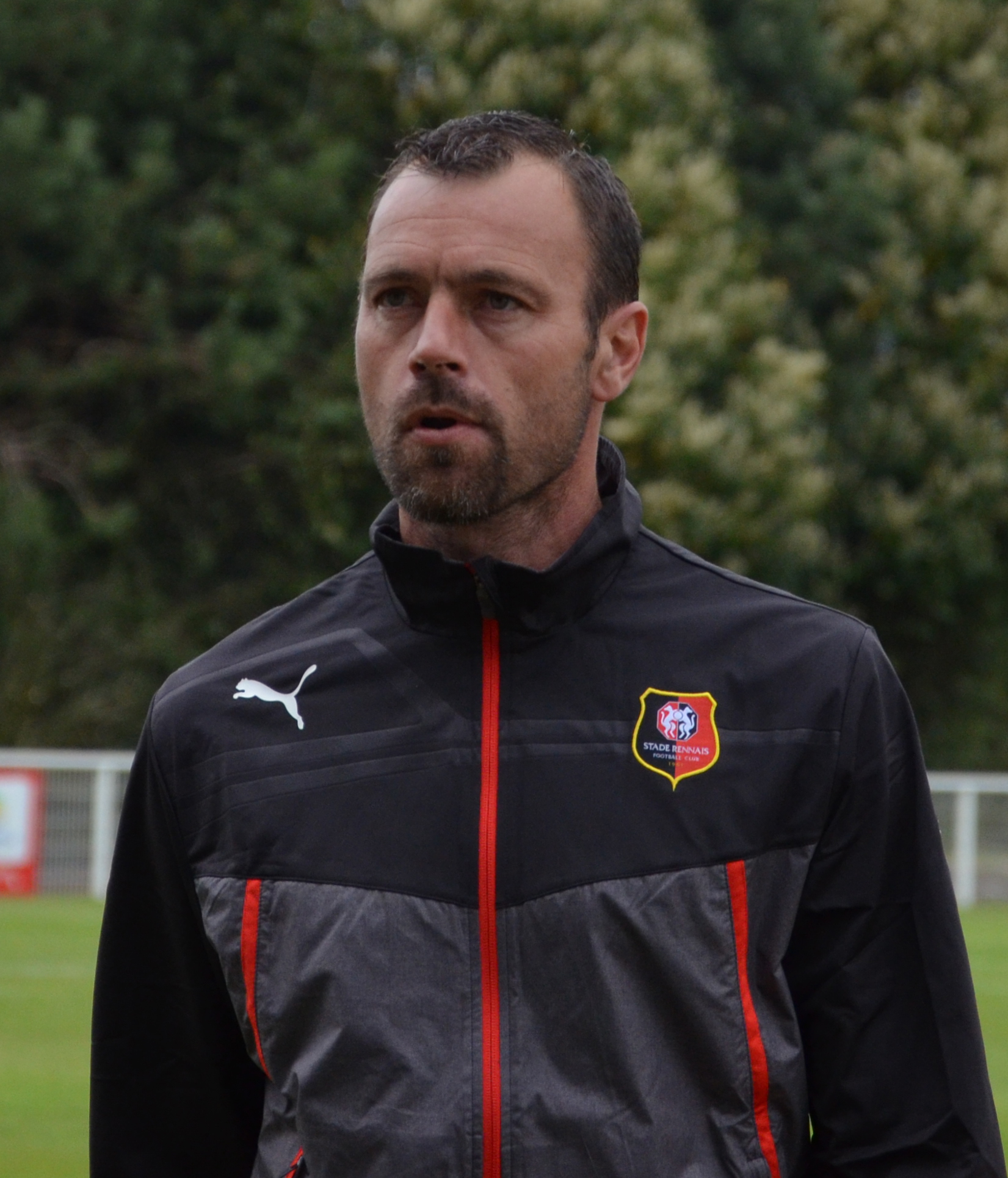
Mickaël Pagis rejoint le sable en 2010, après sa carrière sur herbe.

En 2010, des joueurs de Ligue 1 tels que Sébastien Hamel, Jean-Christophe Devaux et Mickaël Pagis intègrent l'équipe.
En 2013, Stéphane François, devenu sélectionneur-joueur, décide de renouveler 90 % de l'effectif pour préparer l'avenir. Ainsi de jeunes joueurs découvrent la tenue tricolore, où les cadres sont alors le buteur réunionnais Jérémy Basquaise et le capitaine Mickaël Pagis, accompagnés d'Anthony Fayos et Sébastien Sansoni.
En 2014, François convoque Yannick Fischer et Ronan Le Crom, tous deux anciens footballeurs professionnels. Début 2015, François fait le constat : « pour nous rejoindre, les membres de l’équipe doivent prendre des congés personnels. Nous ne pouvons pas réunir les meilleurs à chaque stage ». Qualifiée pour la super-finale de l'EBSL 2015, la France est alors la seule nation amateure sur les huit qualifiées.

### Effectif actuel

#### Appelés récemment
Les joueurs suivants ne font pas partie du dernier groupe convoqué mais ont été appelés lors des douze mois précédents la dernière sélection.
| Pos. | Nom                         | Date de naissance | Sél. | Buts | Depuis | Club                   | Dernier appel                        |
| ---- | --------------------------- | ----------------- | ---- | ---- | ------ | ---------------------- | ------------------------------------ |
| D    | Flavien Otcenasek           | 20 novembre 2003  |      |      | 2022   | Muespach FC            | stage août 2022                      |
| M    | Marri Nicolas Taurua        | 14 septembre 1996 |      |      | 2022   | Muespach FC            | stage août 2022                      |
| M    | Tevairoa Gilbert Tehuritaua | 15 octobre 1994   |      |      | 2022   | Muespach FC            | stage août 2022                      |
| M    | Léo Grandon                 | 21 février 1995   |      |      | 2014   | Grande-Motte PBS       | stage août 2022                      |
| A    | Anthony Barbotti            | 8 mars 1988       |      |      | 2011   | Grande-Motte PBS       | stage août 2022                      |
| A    | Aymeric Mansard             | 3 mai 1995        |      |      | 2022   | Muespach FC            | stage août 2022                      |
| D    | Sandro Tremoulet            | 18 novembre 1999  |      |      | 2021   | Montpellier HBS        | Euro BS League, juillet 2022         |
| D    | Sébastien Huck              | 9 mars 1988       |      |      | 2014   | Grande-Motte PBS       | Euro BS League, juillet 2022         |
| A    | Stéphane Belhomme           | 19 novembre 1995  | 21   | 16   | 2016   | Grande-Motte PBS       | Euro BS League, juillet 2022         |
| G    | Denis Fort                  | 5 juillet 1980    |      |      | 2012   | Grande-Motte PBS       | amicaux vs Suisse, 21-22 mai 2022    |
| D    | Valentin Venza              | 19 février 1996   |      |      |        | US Esquelbecq          | amicaux vs Suisse, 21-22 mai 2022    |
| A    | Victor Angeletti            | 20 novembre 1994  | 38   | 28   | 2016   | Grande-Motte PBS       | amicaux vs Suisse, 21-22 mai 2022    |
| A    | Noam Bettayeb               | 18 avril 1983     | 6    | 1    | 2015   | Montpellier HBS        | amicaux vs Suisse, 21-22 mai 2022    |
| D    | Imad Talbi                  | 14 août 1990      |      |      |        | Sète PCAC              | amicaux vs Comores, 02-03 avril 2022 |
| M    | Sébastien Rival             | 12 mars 1997      |      |      |        | Grande-Motte PBS       | amicaux vs Comores, 02-03 avril 2022 |
| D    | Olivier Leblanc             | 16 mai 1987       | 14   | 4    | 2018   | FC St-Médard-en-Jalles | amicaux vs Espagne, 18-19 mars 2022  |

## Autres équipes
En 2016, l'équipe masculine des moins de 21 ans voit le jour.
L'année suivante, en 2017, l'équipe de France féminine est mise en place.